# Władysław Wanat
Władysław Andrijowycz Wanat, ukr. Владислав Андрійович Ванат (ur. 4 stycznia 2002 w Kamieńcu Podolskim) – ukraiński piłkarz, grający na pozycji napastnika w ukraińskim klubie Dynamo Kijów, którego jest wychowankiem oraz w reprezentacji Ukrainy. Uczestnik Mistrzostw Europy 2024.

## Kariera piłkarska

### Kariera klubowa
Wychowanek Szkoły Sportowej nr 2 w Kamieńcu Podolskim oraz Akademii Piłkarskiej Dynamo Kijów, barwy których bronił w juniorskich mistrzostwach Ukrainy (DJuFL). 1 listopada 2018 roku rozpoczął karierę piłkarską w juniorskiej drużynie Dynamo U-19, potem grał w młodzieżowej drużynie. 9 maja 2021 debiutował w podstawowej jedenastce wychodząc na zmianę w 82 minucie meczu z Kołosem Kowaliwka. 23 lipca 2021 został wypożyczony do Czornomorca Odessa, w którym grał do stycznia 2022, a potem wrócił do Dynama.

### Kariera reprezentacyjna
W 2017 debiutował w juniorskiej reprezentacji Ukrainy U-16. W latach 2018–2019 występował w reprezentacji U-17. Potem od 2021 bronił barw młodzieżówki.
W seniorskiej reprezentacji zadebiutował 12 czerwca 2023 w zremisowanym 3:3 meczu towarzyskim z Niemcami.

## Sukcesy i odznaczenia

### Sukcesy klubowe
Dynamo Kijów
- mistrz Ukrainy: 2020/21
- zdobywca Pucharu Ukrainy: 2020/21

### Sukcesy reprezentacyjne
Ukraina U-21
- brązowy medalista Mistrzostw Europy U-21: 2023